# Vertrag von Venlo
Der Vertrag von Venlo vom 7. September 1543 besiegelte das Ende des Dritten Geldrischen Erbfolgekriegs und des Herzogtums Geldern als niederrheinischer Macht. Gemäß dem Abkommen verzichtete Herzog Wilhelm V. von Jülich-Kleve-Berg zugunsten Kaiser Karls V. auf seine Ansprüche auf das Herzogtum Geldern sowie die Grafschaft Zutphen, die den habsburgischen Niederlanden angegliedert wurden. Zudem zwang der Kaiser den Herzog, wieder katholisch zu werden und die Reformation zu bekämpfen. Wilhelms Aussöhnung und Annäherung an das Kaiserhaus ebneten seiner Gattin, Herzogin Johanna, den Weg für die Annullierung ihrer Zweckehe anno 1545.

## Vorgeschichte

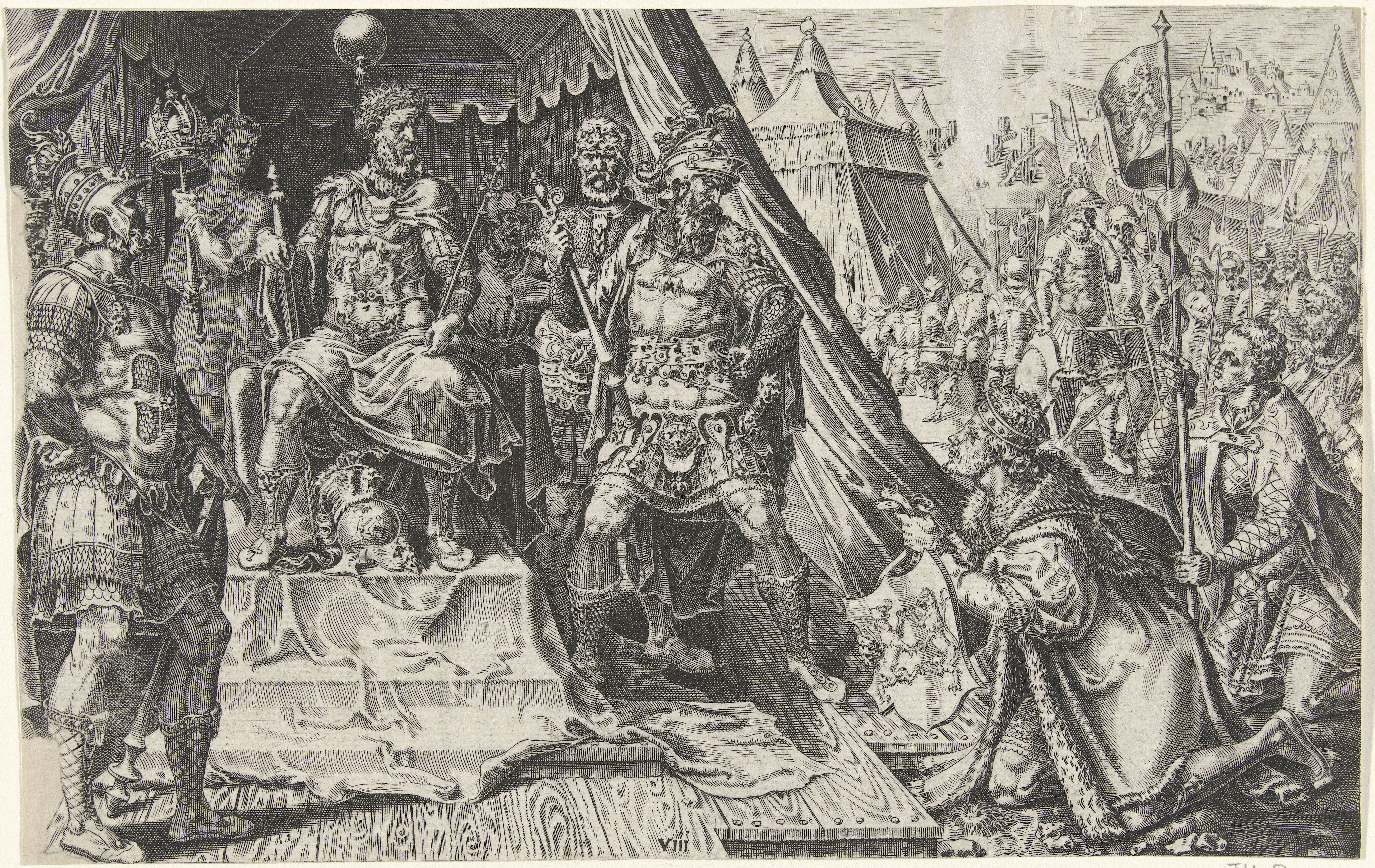
Wilhelm II., Herzog von Geldern, unterwirft sich der Autorität Karls V., 1543. Tiefdruck von Dirck Volkertszoon Coornhert nach Maarten van Heemskerck

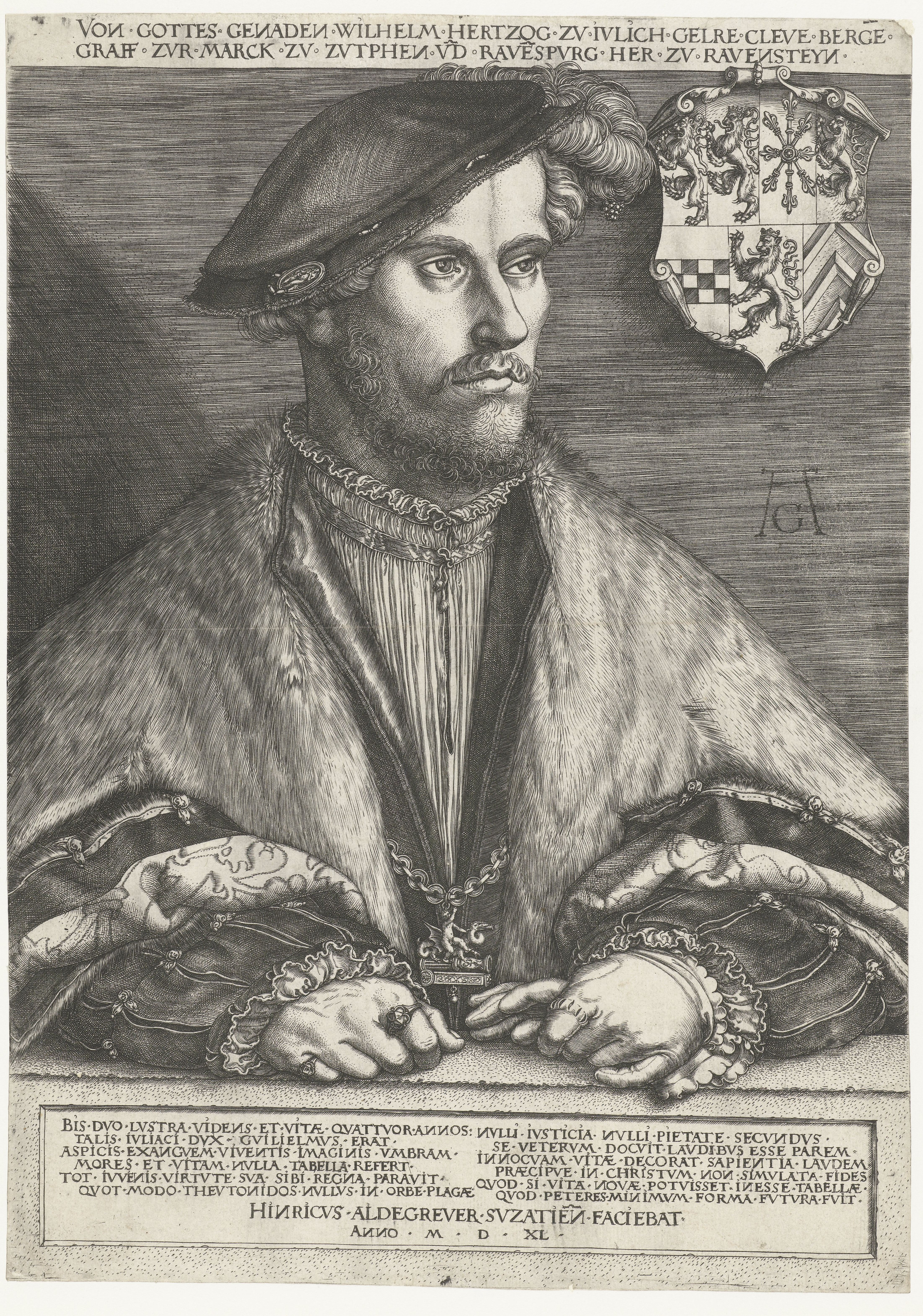
Herzog Wilhelm V. von Jülich-Kleve-Berg. Stich von Heinrich Aldegrever 1540

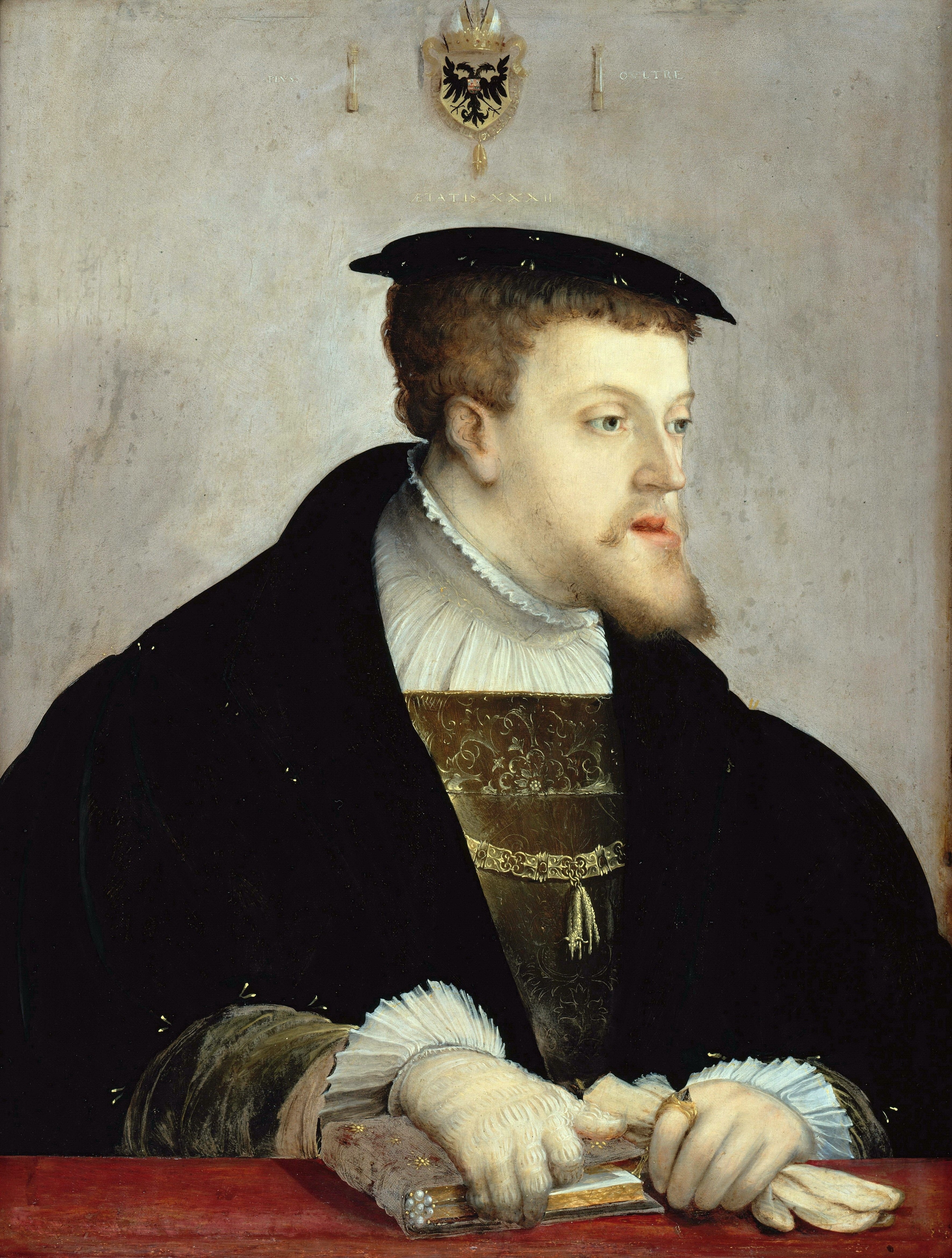
Kaiser Karl V. (Porträt von Christoph Amberger, um 1532)

1528 setzte Kaiser Karl V. den Vertrag von Gorinchem auf. Damit belehnte er Herzog Karl von Egmond mit dem Herzogtum Geldern, jedoch mit der Bedingung, dass dieses an das Kaiserhaus zurückfiele, wenn der Herzog kinderlos sterben sollte. Da der Herzog zu diesem Zeitpunkt schon recht alt war und keine Nachfahren hatte, zögerte er zunächst, den Vertrag zu unterzeichnen. Nach einer weiteren Auseinandersetzung wurde diese Passage aus dem Vertrag gestrichen. 
1537 drängten die zu einem Landtag in Nimwegen einberufenen einflussreichen Stände Karl von Egmond, auf Geldern und Zutphen zu verzichten und den jungen Prinzen Wilhelm von Jülich-Kleve-Berg zu seinem Nachfolger zu erklären; dieser übernahm das Amt am 27. Januar 1538. 
Der den reformatorischen Neuerungen zugewandte Wilhelm hatte sich durch Heirat 1541 mit der dreizehnjährigen Jeanne d’Albret, einer Nichte des französischen Königs Franz I., der französischen Unterstützung versichert und konnte sich in Geldern zunächst behaupten. Auf dem Regensburger Reichstag 1541 wurden die Territorien jedoch Kaiser Karl V. zugesprochen. Da Herzog Wilhelm allerdings nicht auf diese verzichten wollte, kam es zum Geldrischen Erbfolgestreit. Während die erhoffte französische Hilfe für Wilhelm ausblieb, zog Kaiser Karl vom 17. bis zum 20. August 1543 bei der kurkölnischen Stiftsstadt Bonn 40.000 kaiserliche Soldaten zusammen. Am 23. August drangen Teile der Truppen in das befestigte Düren ein, um es zu plündern und brandzuschatzen. Die Stadt Jülich wurde kampflos den feindlichen Truppen übergeben. Durch die militärische Übermacht wurden auch andere Festungen des Herzogs erobert und zerstört, so dass Wilhelm in eine aussichtslose Lage geriet. Daraufhin erschien er am 6. September im Feldlager des Kaisers bei Venlo und warf sich Karl demütig zu Füßen.